# Crónica de una tormenta
Crónica de una tormenta es una película coproducción de España y Argentina filmada en colores dirigida por Mariana Barassi sobre su propio guion basado en la obra de teatro “Testosterona” de la escritora mexicana Sabina Berman, que se estrenó el 29 de octubre de 2020 y que tuvo como actriz principal a Clara Lago.

## Sinopsis
El director de un periódico está enfermo y debe elegir a un sucesor. Maca, su discípula y actual subdirectora es uno de los candidatos y ambos periodistas pasan en la redacción una lluviosa Nochebuena en un diálogo que plantea temas como la ambición, el techo de cristal, las expectativas laborales de las mujeres, el movimiento MeToo, las fake news y la dinámica de poder en el periodismo.

## Reparto
Colaboraron en la película los siguientes intérpretes:
- Clara Lago	...	Miky
- Ernesto Alterio	...	Antonio
- Quique Fernández.	Vargas

## Comentarios
Fernando Gálligo Estévez en el sitio Cinemagavia opinó:

”…una auténtica pelea dramática a tres bandas en torno a la sucesión del puesto de dirección de un prestigioso diario. Los actores de manera intensa se ven sometidos a un auténtico “tour de force” interpretativo que resuelven correctamente. La atmósfera no sólo tormentosa en la lucha por el poder sino también ciertamente claustrofóbica probablemente no sea del agrado para el gran público. Su respuesta comercial por ello puede estar condicionada probablemente obteniendo menor respaldo del que se merece su buena realización.”

Por su parte la crónica del sitio web Cine en Serio, dijo:

” Gracias a su montaje y a la fluidez del guion, el manejo del ritmo está muy bien medido, algo difícil considerando lo extensas que son las escenas….Alterio y Lago, cuyas interpretaciones son consistentes y salvan la ocasional torpeza o latente teatralidad de algunas líneas. La resolución del conflicto tampoco se sostiene, y en este caso los actores poco pueden hacer para salvarlo… es de esas películas que no extrañaría ver en una clase de ética de bachillerato o un cineforum sobre periodismo....Luego no llega a responder esas preguntas, al menos no de forma satisfactoria, pero probablemente incite a los espectadores a tener unas conversaciones intelectuales apasionantes.”

## Nominaciones
Festival Internacional de Cortometrajes de Almería  2020
- Nominada al Premio FICAL a la mejor primera película

Festival de Cine Español de Málaga  2020
- Nominada al Premio Biznaga de Oro a la Mejor Película Iberoamericana